# Hallingea purpurea
Hallingea purpurea är en svampart som först beskrevs av Zeller & C.W. Dodge, och fick sitt nu gällande namn av Castellano 1996. Hallingea purpurea ingår i släktet Hallingea och familjen Gallaceaceae.   Inga underarter finns listade i Catalogue of Life.